# Coniophoropsis
Coniophoropsis är ett släkte av svampar. Coniophoropsis ingår i ordningen Boletales, klassen Agaricomycetes, divisionen basidiesvampar och riket svampar.
|                | Serpulaceae                              |
|                |                                          |
|                | Sclerogastraceae                         |
|                |                                          |
|                | Sclerodermataceae                        |
|                |                                          |
|                | Rhizopogonaceae                          |
|                |                                          |
|                | Protogastraceae                          |
|                |                                          |
|                | Paxillaceae                              |
|                |                                          |
|                | Hygrophoropsidaceae                      |
|                |                                          |
|                | Gyroporaceae                             |
|                |                                          |
|                | Gomphidiaceae                            |
|                |                                          |
|                | Gastrosporiaceae                         |
|                |                                          |
|                | Gasterellaceae                           |
|                |                                          |
|                | Diplocystidiaceae                        |
|                |                                          |
|                | Coniophoraceae                           |
|                |                                          |
|                | Boletinellaceae                          |
|                |                                          |
|                | Boletaceae                               |
|                |                                          |
|                | Amylocorticiaceae                        |
|                |                                          |
|                | Calostomataceae                          |
|                |                                          |
|                | Suillaceae                               |
|                |                                          |
|                | Tapinellaceae                            |
|                |                                          |
|                | Marthanella                              |
|                |                                          |
|                | Corneromyces                             |
|                |                                          |
|                | Corditubera                              |
|                |                                          |
|                | Jaapia                                   |
|                |                                          |
|                | Phaeoradulum                             |
|                |                                          |
| Coniophoropsis | \| \| Coniophoropsis obscura \| \| \| \| |
|                | \| \| Coniophoropsis obscura \| \| \| \| |
|                | Coniophoropsis obscura                   |
|                |                                          |

|  | Coniophoropsis obscura |
|  |                        |